# Flints Peak
Flints Peak är en bergstopp i Kanada.   Den ligger i provinsen Alberta, i den centrala delen av landet, 3 000 km väster om huvudstaden Ottawa. Toppen på Flints Peak är 2 950 meter över havet.
Terrängen runt Flints Peak är kuperad åt nordväst, men åt sydost är den bergig.Trakten runt Flints Peak är nära nog obefolkad, med mindre än två invånare per kvadratkilometer.. Det finns inga samhällen i närheten. 
Trakten runt Flints Peak består i huvudsak av gräsmarker.